# Maamorilik
Maamorilik [ˈmaːˌmɔʁilik] (nach alter Rechtschreibung Mâmorilik; häufig auch Maarmorilik) ist eine wüst gefallene grönländische Siedlung im Distrikt Uummannaq in der Avannaata Kommunia.

## Lage
Maamorilik liegt an der Mündung des Fjords Affarlikassaa in den Qaamarujuup Sullua am Fuße des Bergs Akuliarusikassak. Etwa 24 km westsüdwestlich liegt der nächste Ort Ukkusissat.

## Geschichte

### Erste Abbauphase
Bereits Anfang des 19. Jahrhunderts hatte Carl Ludwig Giesecke Marmorvorkommen im Kolonialdistrikt Ũmánaĸ entdeckt, ebenso wie einige Jahrzehnte später Hinrich Johannes Rink und Knud Johannes Vogelius Steenstrup. 1934 begann man mit dem Abbau auf der Insel Appat. Weil sich die Abbaustelle kaum oberhalb der Wasseroberfläche befand, weder ein geeigneter Hafen noch Platz für Gebäude vorhanden war und keine Möglichkeit für die Wasserversorgung existierte, wurde der Abbau ab 1936 in Maamorilik fortgesetzt. Anfangs lebten etwa 300 Bergarbeiter im Ort.  Der auf Appat und in Maamorilik abgebaute Marmor lässt sich beispielsweise im Gebäude der ehemaligen Overformynderiet (Holmens Kanal 20) in Kopenhagen oder im Rathaus von Lyngby finden. 1945 endete der Marmorabbau in Maamorilik vorerst.

### Zweite Abbauphase
1955 wurde der Marmorabbau in Maamorilik fortgesetzt. Bereits in den 1930ern war entdeckt worden, dass in Maamorilik nicht nur Marmor zu finden ist. 1971 erhielt die kanadisch-dänische Firma Greenex die Genehmigung den Abbau an der Den Sorte Engel (englisch The Black Angel) genannten Mine wieder aufzunehmen. Schließlich wurde der Marmorabbau aufgegeben und ab 1973 Zink, Blei, Eisen und geringe Mengen Silber abgebaut. Die 20 m dicke Erzschicht enthielt u. a. die Minerale Sphalerit, Galenit, Pyrit und Pyrrhotin. Zu dieser Zeit waren 200 bis 360 Personen im Bergbau von Maamorilik beschäftigt, von denen knapp die Hälfte Grönländer waren. Jeden Tag wurden etwa 2000 Tonnen Erz verarbeitet, insgesamt waren es 11,3 Millionen Tonnen. Kosten in Höhe von 2,6 Milliarden Dänische Kronen (etwa 330 Millionen Euro) verursachte der Bergbau in Maamorilik insgesamt, der einherging mit massiver Umweltverschmutzung, wie sich durch den Fund von Schwermetallen in der Fauna zeigte. 1990 wurde der Abbau erneut aufgegeben und Maamorilik entvölkert.

### Geplante dritte Abbauphase
Ab 2006 begann das englische Bergbauunternehmen Angus & Ross sich für die Wiedereröffnung der Zinkmine in Maamorilik zu interessieren. 2008 wurde schließlich ein 30-jährigen Abbaurecht durch das Tochterunternehmen Black Angel Mining, das auch das Goldbergwerk Nalunaq betrieb, von der grönländischen Regierung genehmigt. Die geplante Eröffnung musste jedoch wenige Monate später wegen der Weltfinanzkrise auf unbestimmte Zeit verschoben werden. Erst Anfang 2010 wurde vermeldet, dass Maamorilik 2011 wieder in Betrieb genommen werden soll. Nach verstärkten Aktivitäten mussten im Sommer 2010 dennoch erneut die Vorbereitungen aus finanziellen Gründen abgebrochen werden.

## Söhne und Töchter
- Thue Christiansen (1940–2022), Politiker (Siumut) und Künstler

## Bevölkerungsentwicklung
Maamorilik beherbergte in Bestzeiten über 300 Bergarbeiter sowie deren Familienmitglieder. Die Einwohnerzahl sank ab Ende der 1970er Jahre jedoch rapide ab und als die Mine 1990 geschlossen wurde, wurden alle Bewohner umgesiedelt. Seit 1993 ist Maamorilik verlassen.